# Raoul-Adrian Trifan
Raoul-Adrian Trifan (n. 6 iulie 1985, Timișoara, România) este un senator român, ales în 2020 din partea din partea Uniunii Salvați România (USR), în cadrul legislaturii 2020–2024. Acesta fusese ales și în alegerile locale din 2020, pe lista consilierilor județeni USR PLUS, însă nu și-a preluat mandatul, ulterior în acel an fiind ales pe listele aceluiași partid pentru funcția de senator.   

## Biografie
Raoul-Adrian Trifan s-a născut în Timișoara, România, la data de 6 iulie 1985. În anul 2004 promovează Liceul Teoretic “Jean Louis Calderon”, mai apoi urmează Facultatea de Economie și Administrare a Afacerilor, specializarea management. 
Din 2008 până în 2020 lucrează în domeniul IT, în cadrul mai multor companii, precum Microsoft sau Amdaris, dar în perioada 2011-2015 lucrează în Market Research, ocupând un rol tehnic. 